# Bouqachmir
Bouqachmir (en àrab بوقشمير, Būqaxmīr; en amazic ⴱⵓⵇⵛⵎⵉⵕ) és una comuna rural de la província de Khémisset, a la regió de Rabat-Salé-Kenitra, al Marroc. Segons el cens de 2014 tenia una població total de 3.631 persones.